# КСТ-3А
КСТ-3А — советский прицепной трёхрядный теребильный свёклоуборочный комбайн, выпускавшийся на Днепропетровском комбайновом заводе в 1970-е года.
В 1969 году на ДКЗ был начат выпуск комбайна КСТ-3, который по технико-экономическим данным превосходил ранее выпускавшийся КС-3. Вскоре новый комбайн был модернизирован и получил наименование КСТ-3А. Применялся для поточной или перевалочной уборки сахарной свёклы в основной зоне свеклосеяния.

## Технические характеристики
- Производительность — 0,41 га/ч
- Ширина захвата — 1,35 м
- Ширина междурядий — 45 см
- Рабочая скорость — до 7 км/ч
- Потребная мощность — 33,5-36,8 кВт

Указаны только для КСТ-3:
- Дорожный просвет — 200 мм
- Транспортная скорость — до 20 км/ч
- Размеры в транспортном положении

- длина — 6460 мм
- ширина — 5360 мм
- высота — 3385 мм